# هلال بن علي السبتي
هلال بن علي بن هلال السبتي (مواليد 27 أكتوبر 1972). هو وزير الصحة العماني منذ يونيو 2022 وكان الرئيس التنفيذي للمجلس العماني للاختصاصات الطبية (OMSB)، منذ مايو 2015،  بموجب المرسوم السلطاني رقم 24/2015.   الدكتور هلال استشاري أول في جراحة القلب والصدر في مستشفى جامعة السلطان قابوس (SQUH). 

## مهنة الجراحة
فأجرى فريق جراحة القلب بقيادة السبتي أول عملية زراعة قلب صناعي في السلطنة في عام 2014 لمريض يعاني من قصور في القلب. تمكن فريق جراحة القلب في مستشفى جامعة السلطان قابوس من زرع صمام داخل صمام في الشريان الأورطي والصمامات الميترالي من خلال عملية قسطرة في أبريل 2015، تعد هذه الجراحة الأولى من نوعها في العالم والتي أُجريت على امرأة حامل حيث تمت العملية بإشراف الدكتور السبتي وفريق متخصص في جراحة القلب. ساهم الدكتور هلال في أول عملية جراحية للصدر على مستوى سلطنة عمان والشرق الأوسط. أجرى فريق من جراحي القلب المتخصصين بمساعدة الدكتور هلال وفريق تخدير القلب في مستشفى جامعة السلطان قابوس عمليات قسطرة ناجحة لزراعة الصمام الأورطي لأربعة مرضى تجاوزت أعمارهم الـ75 عامًا في عام 2103.

## مرتبة الشرف
وقد تم تثمين جهود الدكتور السبتي من قبل جلالة السلطان قابوس بن سعيد الراحل، ليتم تكريمه بميدالية مجلس التعاون لدول الخليج في الخدمة المدنية والتنمية الإدارية، في 1 مايو 2019.،  كما تم منحه وسام المدني العماني (الدرجة الثالثة) من قبل صاحب الجلالة السلطان قابوس بن سعيد وذلك في نوفمبر 2015م إلى جانب أصحاب السعادة الآخرين، تقديراً لدورهم الفعال في أداء الواجبات الوطنية. حصل الدكتور هلال أيضًا على الزمالة الفخرية من كلية أطباء التخدير في أيرلندا في مايو 2019. 

## حياته
حصل الدكتور السبتي على درجة MD في الطب من جامعة السلطان قابوس في مسقط، عمان، وحصل أيضًا على مرتبة طبيب مقيم في الجراحة العامة في الجامعة نفسها. أكمل تدريبه كطبيب مقيم في جراحة القلب في جامعة ماكجيل بكندا حيث  حصل أيضًا على درجة الماجستير في علوم الجراحة التجريبية. كما حصل على شهادة البورد في جراحة القلب من الكلية الملكية للأطباء والجراحين في كندا عام 2005م. وثم اكمل مسيرته المهنية  حيث حصل على الزمالة في جراحة القلب محدودة التدخل في مستشفى جامعة هامبورغ إيبندورف في ألمانيا. ويعد الدكتور السبتي أول عماني يحضر دورة قيادة  الأطباء التنفيذيين في كلية الطب بجامعة هارفارد في عام 2009م؛ وأول طبيب عماني يحضر برنامج القيادة الإستراتيجية بجامعة أكسفورد في نوفمبر 2013م. كان الدكتور السبتي رائداً في إنشاء قسم جراحة القلب والصدر في مستشفى جامعة السلطان قابوس - والذي أنشئ عام 2006م 
وفي مسيرته التعليمية فقد حصل الدكتور السبتي على عدد من الجوائز، إحداها جائزة الأبحاث الوطنية /الدولية "Fraser Gurd Surgical Day"، والجائزة الثانية لعروض المقيمين في البحث في جامعة ماكجيل  عام 2002م. كما حصل على «جائزة أفضل مدرس مقيم» في جراحة القلب لعام 2005 في جامعة ماكجيل، كندا؛ وكذلك «جائزة أفضل طالب» عام 1995 من قسم علم الأدوية، جامعة السلطان قابوس، عمان.
وفي يوم الخميس بتاريخ 16 يونيو 2022 عين وزيرا للصحة بسلطنة عمان.